# Mã Mật Đê
Mã Mật Đê (giản thể: 马日磾; phồn thể: 馬日磾; bính âm: Mǎ Mìdī, ?-194), thường phiên âm là Mã Nhật Đê, tự Thúc Ông (翁叔), là đại thần cuối thời Đông Hán trong lịch sử Trung Quốc.

## Cuộc đời
Mã Mật Đê quê ở huyện Mậu Lăng, quận Phù Phong, là con cháu của đại nho Mã Dung. Thời Hán Linh đế, Mã Mật Đê giữ chức Gián nghị đại phu, cùng các đại thần nghị lang Dương Bưu, nghị lang Lư Thực, nghị lang Thái Ung,... làm việc tu bổ kinh sử ở Đông Quán, chú thích Ngũ kinh, hoàn thiện bộ sử Đông Quán Hán ký.
Cuối thời Đông Hán, chiến tranh loạn lạc nổ ra. Năm 192, quyền thần Đổng Trác bị Vương Doãn và Lã Bố giết chết. Thái Ung vì tỏ ra buồn với cái chết của Đổng Trác nên bị Vương Doãn bắt giam và muốn xử tử. Mã Mật Đê đứng ra can Vương Doãn nên tiếc tài năng văn học và sử học của Thái Ung, nhưng Vương Doãn không nghe. Kết quả Thái Ung bị chết trong ngục.
Không lâu sau, bộ tướng của Đổng Trác là Lý Thôi và Quách Dĩ vào đánh chiếm Trường An, giết chết Vương Doãn, tiếp tục khống chế triều đình. Lý Thôi nhân danh Hán Hiến Đế cử Mã Nhật Đê làm Thái phó kiêm việc Thượng thư.
Tháng 8 năm đó, Lý Thôi cử Thái phó Mã Mật Đê đi "dẹp yên vùng Quan Đông". Mã Mật Đê đến Nam Dương, thu nhận danh sĩ Hoa Hâm rồi tới Từ châu, sai Hoa Hâm làm chức Duyện sử cho mình. Khi đến Thọ Xuân, Mã Mật Đê gặp Tôn Sách, con sứ quân Tôn Kiên đã tử trận. Thấy Tôn Sách có tài, ông tiến cử Tôn Sách làm Hoài Nghĩa hiệu úy.
Năm 194, bộ tướng cũ của Châu mục Từ châu Đào Khiêm là Trách Dung lại mang quân làm loạn giết Thái thú Dự Chương là Chu Hộc. Mã Nhật Đê bèn tiến cử Hoa Hâm thay chức. Lý Thôi nghe lời, nhân danh Hiến Đế phong Hoa Hâm làm Thái thú Dự Chương thay cho Chu Hộc.
Mặt khác, để dẹp bớt sự chống đối của chư hầu, Lý Thôi cho quân phiệt Viên Thuật làm Tả tướng quân. Vì cần có phù tiết phát triển thế lực, Viên Thuật hỏi mượn phù tiết của Mã Mật Đê để xem rồi cướp lấy và không trả lại cho ông, mặt khác còn giam lỏng ông lại ép làm chức quan nhỏ phục vụ cho họ Viên.
Do không chịu được nhục mất phù tiết, Mã Mật Đê phẫn uất qua đời năm 194, không rõ bao nhiêu tuổi.